# 2348 Michkovitch
2348 Michkovitch este un asteroid din centura principală, descoperit pe 10 ianuarie 1939 de Milorad Protić.